# Aegidius Mayer
Aegydius Mayer, eigentlich: Josef Aegydius Mayer, (* 31. Mai 1857 in Schwarzenberg; † 23. Jänner 1935 in Schruns) war ein österreichischer Politiker (CSP) und Dekan. Er war von 1902 bis 1919 Abgeordneter zum Vorarlberger Landtag.

## Ausbildung und Beruf
Mayer besuchte zunächst das Gymnasium Mehrerau und absolvierte danach das Staatsgymnasium in Brixen. Er trat in der Folge in das Priesterseminar Brixen ein und empfing am 23. Juli 1882 die Priesterweihe. Er war ab 1882 als Pfarrprovisor in Gaißau beschäftigt und danach von 1883 bis 1886 Expositus in Dornbirn-Oberdorf. 1886 übersiedelte er als Pfarrprovisor nach Lech, wo er 1888 Pfarrer wurde. Mayer verblieb bis 1892 in Lech und wechselte danach 1892 als Pfarrer in die Gemeinde Schruns. Zudem war er ab 1892 Redakteur beim Vorarlberger Volksblatt. In Schruns war Mayer bis 1933 als Pfarrer tätig, 1908 übernahm er zudem die Funktion des Dekans im Dekanat Montafon.

## Politik und Funktionen
Mayer wurde Mitglied der Christlichsozialen Partei und kandidierte bei der Landtagswahl in Vorarlberg 1902 für die Christlichsoziale Partei im Wahlkreis der Landgemeinden für den Wahlbezirk Bludenz und Montafon. Er konnte die Wahl für sich entscheiden und wurde 1902 als Abgeordneter des Vorarlberger Landtags angelobt, wobei er dem Landtag in der Folge bis 1919 angehörte. Der Landtag wurde jedoch nach Ausbruch des Ersten Weltkriegs zwischen 1914 und 1918 nicht mehr einberufen. Mayer wurde am 3. November 1918 als Mitglied der provisorischen Vorarlberger Landesversammlung erneut angelobt und gehörte der provisorischen Landesversammlung bis zum 16. Juni 1919 an. 
Neben seiner politischen Tätigkeit war Mayer Gründer der Marianischen Jungfrauenkongregation in Schruns und Gründer des katholischen Reichsbundes. Er gehörte als Mitglied dem Vorarlberger Landesmuseumsverein an und war Mitglied der CV-Studentenverbindung „Austria“. Zudem engagierte er sich ab 1892 als Redakteur des Vorarlberger Volksblattes und des Volkskalenders.

## Privates
Aegydius Mayer wurde als Sohn des Schwarzenberger Landwirts Alex Konrad Mayer (1814–1886) und dessen Gattin Maria Katharina Mayer (1816–1886) geboren.

## Auszeichnungen
- Ehrenbürger der Gemeinde Schruns (1. Juli 1914)
- Ritterkreuz des Franz-Josefs-Ordens (1918)
- Goldenes Verdienstkreuz mit der Krone